# Краснослободский
Краснослобо́дский — посёлок в Кирсановском районе Тамбовской области России. Административный центр Ковыльского сельсовета.

## География
Посёлок находится в восточной части Тамбовской области, в лесостепной зоне, в пределах Окско-Донской равнины, на левом берегу реки Иноковка, к северу от автодороги Р-208, вблизи железнодорожной линии Тамбов — Ртищево, на расстоянии примерно 21 км (по прямой) к западу от города Кирсанов, административного центра района.
Часовой пояс
Посёлок Краснослободский, как и вся Тамбовская область, находится в часовой зоне МСК (московское время). Смещение применяемого времени относительно UTC составляет +3:00.

## История
Основан в 1920 году. По данным 1926 года имелось 71 хозяйство и проживало 249 человек (120 мужчин и 129 женщин). В административном отношении посёлок входил в состав Иноковской волости Кирсановского уезда Тамбовской губернии.

## Население
| 2010 |
| ---- |
| 409  |

Половой состав
По данным Всероссийской переписи населения 2010 года, в гендерной структуре населения мужчины составляли 46 %, женщины — соответственно 54 %.
Национальный состав
Согласно результатам переписи 2002 года, в национальной структуре населения русские составляли 99 % из 442 чел.

## Улицы
| - ул. Железнодорожная, - ул. Зелёная, - ул. Краснослободская, - ул. Полевая, | - ул. Родниковая, - ул. Центральная, - ул. Школьная. |